# Xylaria friesii
Xylaria friesii är en svampart som beskrevs av Læssøe 1992. Xylaria friesii ingår i släktet Xylaria och familjen kolkärnsvampar.  Artens status i Sverige är: Nationellt utdöd. Inga underarter finns listade i Catalogue of Life.